# فهرست وابسته‌های دیپلماتیک در عمان

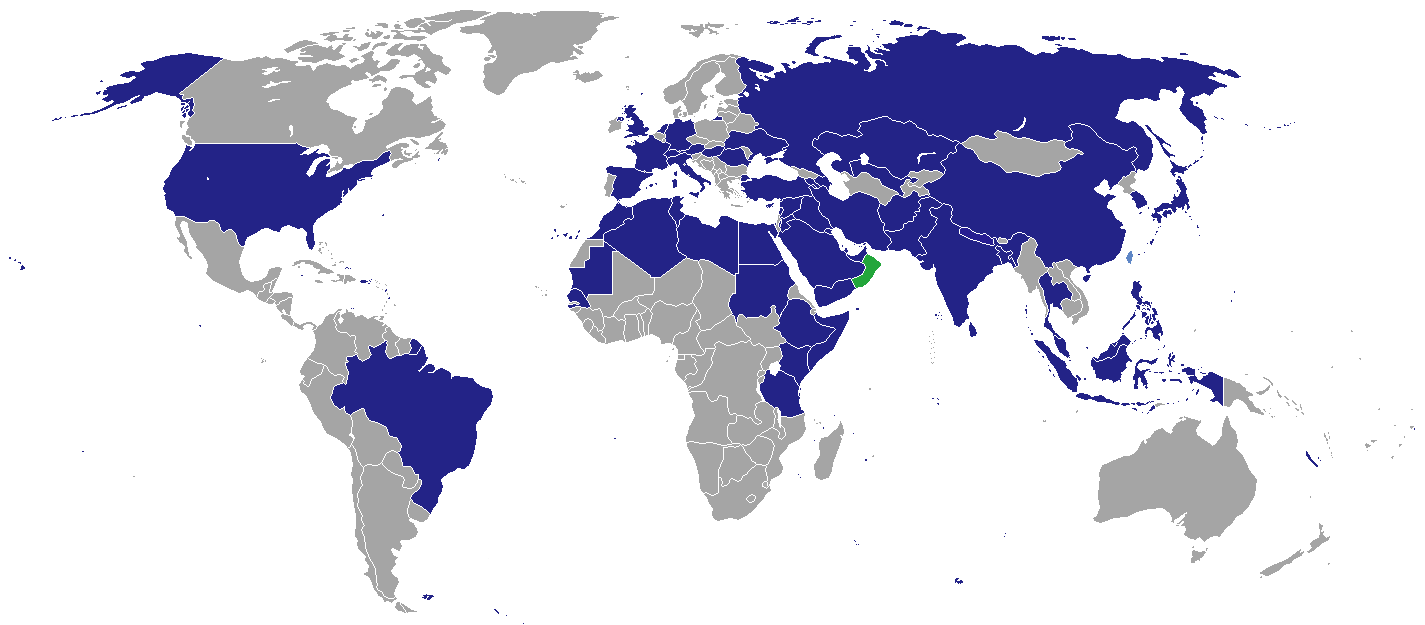
نقشه سفارت‌ها در عمان

این فهرست سفارت‌ها در عمان است. در حال حاضر ۵۴ سفارت در مسقط وجود دارد.

## سفارت‌ها درمسقط
| - افغانستان - الجزایر - بحرین - بنگلادش - برزیل - برونئی - چین - قبرس - مصر - اتیوپی - فرانسه - آلمان - مجارستان - هند - اندونزی - ایران - عراق - ایتالیا - ژاپن - اردن - قزاقستان - کنیا - کویت - لبنان - لیبی - مالزی - موریتانی | - مراکش - نپال - هلند - پاکستان - فلسطین - فیلیپین - قطر - رومانی - روسیه - عربستان سعودی - سنگال - سومالی - آفریقای جنوبی - کره جنوبی - اسپانیا - سری‌لانکا - سودان - سوئیس - سوریه - تانزانیا - تایلند - تونس - ترکیه - امارات متحده عربی - بریتانیا - ایالات متحده آمریکا - یمن |

## سایر مرکزها در مسقط
- سنگاپور (کنسولگری)
- قبرس شمالی (دفتر نمایندگی)[۱]
- تایوان (دفتر اقتصادی و فرهنگی تایپه)

## سفارت‌های معتبر
مقیم در ریاض
- استرالیا
- جمهوری آذربایجان
- کانادا
- گرجستان
- مکزیک [۲]
- نیوزیلند
- پرتغال
- لهستان

مقیم در ابوظبی
- شیلی
- کلمبیا
- فیجی
- سنگاپور

مقیم در شهرهای دیگر
- جمهوری آفریقای مرکزی (دوحه)
- استونی (لندن)
- هائیتی (دوحه)
- لیتوانی (لندن)
- کره شمالی (شهر کویت)(ریاض)
- پاناما (دوحه)
- پاراگوئه (بیروت)
- ویتنام (کویت)